# Макарово (Гірськомарійський район)
Мака́рово (рос. Макарово, марій. Аршиксола) — присілок у складі Гірськомарійського району Марій Ел, Росія. Входить до складу Виловатовського сільського поселення.

## Населення
Населення — 63 особи (2010; 61 у 2002).
Національний склад (станом на 2002 рік):
- гірські марійці — 90 %